# حارة قاع سعود (صنعاء)
حارة قاع سعود هي إحدى حارات حي معين بمديرية معين إحد مديريات العاصمة اليمنية صنعاء، بلغ تعداد سكانها 877 نسمة حسب تعداد اليمن لعام 2004.